# Salpetersieder

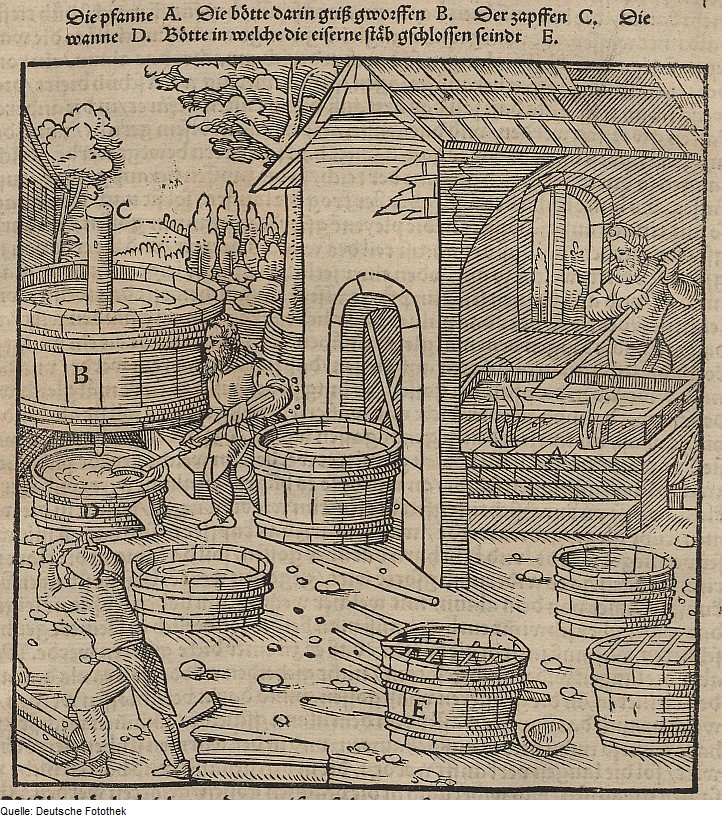
Salpetergewinnung um 1580

Salpetersieder (auch Saliterer, Salvaiter oder Salpeterer) ist die (historische) Bezeichnung eines Berufes, der mit der Einführung des Schwarzpulvers große militärische Bedeutung erlangte, weil Salpetersieder das zur Herstellung des Pulvers notwendige Kaliumnitrat bzw. das Ausgangsmaterial Kalksalpeter (veraltet Salpeter oder Saliter) sammelten und beschafften.
Darüber hinaus werden die Aufständischen der Salpetererunruhen im südbadischen Hotzenwald als „Salpeterer“ bezeichnet. Der Name leitet sich von deren Anführern her, die den Beruf einst ausgeübt hatten. Diese Namensgebung entstand allerdings erst durch die Geschichtsschreibung im frühen 19. Jahrhundert.

## Salpetergewinnung
Der Mauersalpeter wurde aus dem Erdboden und von den Mauern von Ställen und Wohnhäusern gewonnen, weil er sich dort aus dem im Boden vorhandenen Kalk und den stickstoffhaltigen Exkrementen und Urin der Tiere und Menschen bildete. Als Gayerde wurde die Erde aus den Wohnungen der ärmern Klassen in Ungarn bezeichnet, aus der dann Gaysalpeter gewonnen wurde.
Zur Kalisalpetergewinnung wurde der Boden ausgegraben, mit Kaliumcarbonat versetzt und ausgewaschen, wobei Calciumcarbonat ausfiel und zurückblieb. Man erhielt eine salzhaltige Lösung mit Kalisalpeter. Dieser wurde durch Eindampfen bzw. Sieden als gesättigte Lösung erhalten. Da sich Kalisalpeter im Verhältnis zu vielen anderen Salzen in heißem Wasser deutlich besser löst als in kaltem, kristallisiert beim Abkühlen der gewünschte Salpeter zuerst aus. Durch Wiederholung dieses Umkristallisierens wurde die gewünschte Reinheit erhalten.
Häufig wurde der Mauersalpeter auch durch Abschaben an Lehmwänden von Gruben gewonnen, welche der Verrieselung von Urin dienten (siehe Komposttoilette).
Die Knappheit der Ressource Stickstoff in der vor-fossilen Wirtschaft bedingte, dass Salpetersieder ein nicht sesshafter Beruf war. Der Salpeterer musste durchs Land von Dorf zu Dorf ziehen und mit Vollmacht der Landesherren die Anwesen der Bauern durchwühlen. Er durfte die Böden von Stuben und Kammern aufreißen, Mauerstücke herausbrechen, Balken absägen und die salpeterhaltigen Teile mitnehmen. In seiner Hütte verkochte er die salzhaltige Erde in einer Sudpfanne mit Pottasche und schied den Kalisalpeter ab. Dieser wurde in Säcke gefüllt, beim Pfleger abgeliefert und ging von dort in Sammelposten in die Residenzstadt.
Im Heimatmuseum in Görwihl ist eine alte Salpetersiederei nachgebildet.

## Salpeterer als Plage
Wegen ihrer Vorgehensweise wurden Salpetersieder als Plage angesehen. Ihrerseits jedoch waren sie vertraglich zur Ablieferung einer gewissen Mindestmenge von Salpeter an den Landesherren verpflichtet. Es gab für die Betroffenen keine Möglichkeit, sich vor dem Saliterer zu schützen, es sei denn, man hielt ihn sich durch Geldzuwendungen vom Leibe. Unzählige Beschwerden über das rücksichtslose Vorgehen der Saliterer führten im Kurfürstentum Bayern lediglich 1798 zu einer Verfügung, welche den Adeligen und Pfarrern Erleichterung verschaffte.